# باغو
باغو هي مدينة وعاصمة منطقة باغو في بورما. وتقع 50 ميلا (80 كم) شمال شرق يانغون.

## المناخ
يظهر الجدول التالي التغييرات المناخية على مدار السنة لباغو:
| البيانات المناخية لـباغو               | البيانات المناخية لـباغو | البيانات المناخية لـباغو | البيانات المناخية لـباغو | البيانات المناخية لـباغو | البيانات المناخية لـباغو | البيانات المناخية لـباغو | البيانات المناخية لـباغو | البيانات المناخية لـباغو | البيانات المناخية لـباغو | البيانات المناخية لـباغو | البيانات المناخية لـباغو | البيانات المناخية لـباغو | البيانات المناخية لـباغو |
| الشهر                                  | يناير                    | فبراير                   | مارس                     | أبريل                    | مايو                     | يونيو                    | يوليو                    | أغسطس                    | سبتمبر                   | أكتوبر                   | نوفمبر                   | ديسمبر                   | المعدل السنوي            |
| -------------------------------------- | ------------------------ | ------------------------ | ------------------------ | ------------------------ | ------------------------ | ------------------------ | ------------------------ | ------------------------ | ------------------------ | ------------------------ | ------------------------ | ------------------------ | ------------------------ |
| متوسط درجة الحرارة الكبرى °م (°ف)      | 31.6 (88.9)              | 34.0 (93.2)              | 36.2 (97.2)              | 38.1 (100.6)             | 34.3 (93.7)              | 30.1 (86.2)              | 29.7 (85.5)              | 29.6 (85.3)              | 30.8 (87.4)              | 30.7 (87.3)              | 32.2 (90.0)              | 31.0 (87.8)              | 32.4 (90.3)              |
| متوسط درجة الحرارة الصغرى °م (°ف)      | 15.8 (60.4)              | 17.2 (63.0)              | 20.2 (68.4)              | 23.1 (73.6)              | 23.4 (74.1)              | 22.7 (72.9)              | 22.7 (72.9)              | 22.6 (72.7)              | 22.8 (73.0)              | 23.0 (73.4)              | 20.9 (69.6)              | 16.9 (62.4)              | 20.9 (69.6)              |
| معدل هطول الأمطار مم (إنش)             | 1.3 (0.05)               | 2.7 (0.11)               | 13.5 (0.53)              | 44.1 (1.74)              | 333.9 (13.15)            | 654.0 (25.75)            | 716.9 (28.22)            | 653.4 (25.72)            | 436.3 (17.18)            | 183.7 (7.23)             | 48.7 (1.92)              | 1.3 (0.05)               | 3٬089٫8 (121.65)         |
| المصدر: المعهد النرويجي للأرصاد الجوية |                          |                          |                          |                          |                          |                          |                          |                          |                          |                          |                          |                          |                          |